# Fanny Volk
Fanny Paul Volk (Leipa, c. 1867 — 1948) foi uma fotógrafa alemã, radicada em Curitiba, no Brasil, em 1881. Foi pioneira da fotografia de estúdio na região, montando seu estúdio numa época em que o costume do retrato fotográfico ainda não tinha se estabelecido firmemente, e em que o exercício feminino da fotografia não era bem visto.

## Primeiros anos
Fanny era filha do agricultor Anton Paul e da fotógrafa Anna Paul. Provavelmente motivados pelas crises políticas e econômicas das regiões alemãs na época, bem como pela propaganda existente que estimulava a imigração alemã para a América do Sul, sua família decidiu por imigrar em meados de 1880. Em maio de 1880, sua mãe embarcou para o Brasil como imigrante, acompanhada do irmão de Fanny, August. No mesmo navio, também viajava como imigrante o fotógrafo Hermann Adolpho Volk, que futuramente no Brasil formaria sociedade com Anna Paul. Cerca de um ano após a viagem de sua esposa e filho, Anton partiria do mesmo porto com Fanny, então com 13 anos de idade, em direção à Santa Catarina. Após desembarcarem, viajaram imediatamente para Curitiba, a fim de se reunir com Anna, embora haja indícios de que August possa ter falecido antes mesmo da chegada da segunda metade da família Paul. Mais tarde, outros membros da família Volk também imigrariam para o Brasil.
Um ano após a chegada das famílias no Brasil, com Adolpho Volk instalado em um estúdio fotográfico em Curitiba, há registros de parceria comercial entre Adolpho, Anna Paul e Fanny Paul no estúdio "Photographia H. A. Volk". Há registros de que Anna Paul trabalhou nesse estúdio desde seu início, e que talvez tenha iniciado a educação de Fanny no ofício fotográfico desde antes da imigração. Quatro anos após a chegada de Fanny no Brasil, ela e Adolpho se casaram. Entretanto, em 1904, Adolpho Volk decide deixar Fanny Volk e a filha única do casal, Adolphine, e retorna para a Alemanha, onde constituiu outra família e não retornou. A partir dessa data, já órfã, Fanny gerenciou o estúdio fotográfico de forma independente, ocorrência digna de nota ao se considerar a pouca flexibilidade social e respeito profissional dado às mulheres da época, dificuldades essas exacerbadas no caso de Fanny, pois era considerada "separada por abandono" e não convivia com um acompanhante masculino, ambas essas características consideradas vexatórias e até imorais para a sociedade luso-brasileira da época.

## Carreira
No início do funcionamento independente de seu estúdio, Volk realizou principalmente retratos de famílias imigrantes de origem germânica e artistas da cidade. Com o passar do tempo, seu estúdio recebeu cada vez mais encomendas de membros renomados da sociedade paranaense, incluindo o Visconde de Nácar; o historiador Romário Martins; o doutor Victor Ferreira do Amaral; e Idelfonso Pereira Correa, o Barão do Serro Azul; entre outros. Registros também revelam a sobrevivência do prestígio do estúdio durante a transição de poder, dos Barões do período Imperial para os "coronéis" republicanos. O estúdio também realizou muitos registros de companhias militares formadas por imigrantes alemães logo antes de seu despacho, principalmente na ocasião da Revolução Federalista. Em um momento histórico em que a rejeição à comunidades imigrantes germânicas chegava frequentemente a provocar incidentes e tensões sociais que iam do não pagamento de serviços prestados até assaltos e assassinatos, Fanny Volk conseguiu conquistar reconhecimento social, tendo sido poupada em certa medida da etiqueta de outsider. Na tese Fanny Paul Volk : pioneira na fotografia de estúdio em Curitiba, Giovana Simão teoriza que isso pode se dever ao pioneirismo, na Curitiba da época, da fotografia como meio de promoção social, que poderia ter servido de moeda de troca ou incentivo para a sua aceitação local, em meio a uma clientela cada vez mais citadina que "começava aspirar pela urbanidade e modernidade da cidade".